# پتوفی‌بانیا
پتوفی‌بانیا (به مجاری:  Petőfibánya) یک شهرداری در مجارستان است که در ناحیه هاتوان واقع شده‌است. پتوفیبانیا ۱۱٫۱۱ کیلومتر مربع مساحت دارد.